# Томас Кейтлі

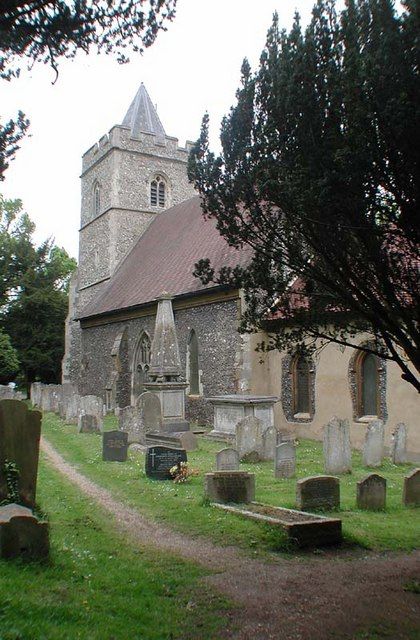
Церква святого Джона в Грейт-Амвелі, де хрестився Томас Кейтлі.

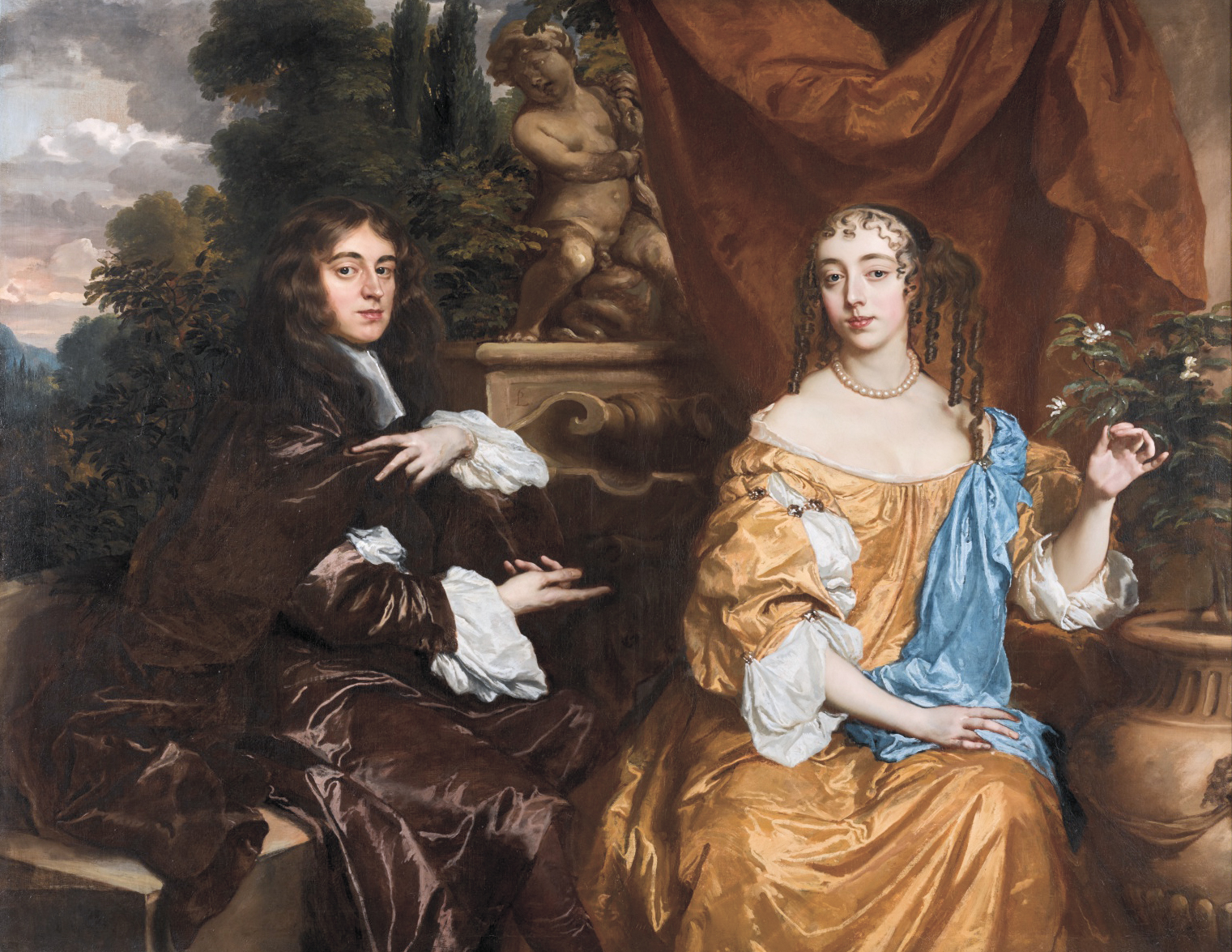
Генрі Хайд та його дружина Теодозія – покровителі Томаса Кейтлі.

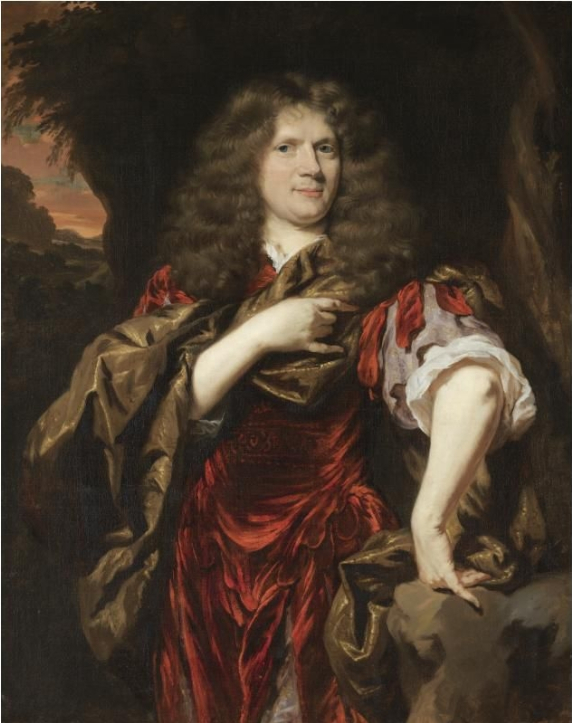
Лоуренс Хайд І граф Рочестер – покровитель і родич Томаса Кейтлі.

Томас Кейтлі (англ. - Thomas Keightley) (1650 – 1719) – англійський та ірландський аристократ, з так званих «нових англійців» - скоробагатьків, що збагатились за рахунок війн в Ірландії та репресій англійської влади щодо ірландців, землевласник, англійський чиновник в Ірландії, шурин Генрі Хайда – ІІ графа Кларендон, відіграв значну роль в подіях так званої «Славної революції», якобітських (вільямітських) війнах в Ірландії та в зреченні короля Англії, Ірландії та Шотландії Якова (Джеймса) ІІ.

## Життєпис
Томас Кейтлі був хрещений в Грейт-Амвеллі. Він був сином Вільяма Кейтлі (нар. 1621) з Гертінгфордбері (Хартфордшир) та його дружини Анни Кейтлі – дочки Джона Вільямса Лондонського. Шлюб батьків Томаса відбувся в 1648 році. Томас Кейтлі був призначений на посаду джентльмена-ушера (радника) Джеймса, герцога Йорк 2 червня 1672 року. Томас Кейтлі тимчасово прийняв католицизм – релігію свого патрона. У питаннях віри він був безпринципний. Після свого одруження в 1675 році він продав все свої майно і переїхав до Ірландії. Після призначення свого родича – Генрі Хайда – ІІ графа Кларендон на посаду лорд-лейтенанта Ірландії восени 1685 року, Томас Кейтлі отримав неофіційний вплив на уряд Ірландії. Томас отримав посаду віце-скарбника Ірландії на початку 1686 року, а в липні 1687 року був відправлений до Лондона, нібито в своїх приватних справах, а насправді для того, щоб брат графа Кларендона – Рочестер був поінформований про всі справи в Ірландії і підтримав вплив графа Кларендона в лондонських урядових і судових колах.
Томас Кейтлі лишився в Лондоні до кінця правляння Якова ІІ, але спроби графа Кларендона просити короля дарувати його родичу високої посади в Лондоні зазнали невдачі. Після перемоги «Славної революції», коли король Яків ІІ втік з Війтхоллу під час наступу Вільгельма Оранського в грудні 1688 року, граф Кларендон відправив Кейтлі в рочестер до короля-втікача, щоб він переконав Якова ІІ лишитися в Англії. Яків ІІ зустрівся з Кейтлі вночі 22 грудня, але наступного дня втік до Франції. Після перемоги «Славної революції» Кейтлі повернувся до Ірландії. У 1692 році він був призначений на посаду уповноваженого по справах прибутків та податків в Ірландії – на посаду, якої він довго домагався. У 1696 році він отримав замок Портлік, який конфіскували в Гаррета Діллона за підтримку Якова ІІ. Багато листів Томаса Кейтлі до Джона Елліса 1698 – 1705 років зберігаються нині в Британському музеї. Томас Кейтлі вітав свого родича – Лоуренса Хайда – І графа Рочестер, що приїхав до Ірландії на посаду лорд-лейтенанта Ірландії в 1701 році. Після відставки Рочестера він отримав посаду лорд-судді Ірландії в 1702 році. Потім отримав посаду комісара лорд-канцлера Ірландії в 1710 році. Помер Томас Кейтлі 19 січня 1719 року.

## Родина
Дідусем по батькові Томаса Кейтлі був джентльмен, якого звали теж Томас Кейтлі. Він народився в Кінвері (Страффордшир) 28 березня 1680 року. Він придбав маєток Гертінгфордбері до 1643 року, коли Джон Евелін відвідав його там і лишив відповідні записаи в своєму щоденнику. Цей Томас Кейтлі був шерифом Хартфордшира в 1651 році. Судячи по всьому він був тим самим Томасом Кейтлі – торговцем з Лондона, що був депутатом парламенту і представляв Біралстон в 1620 – 1621 роках. Він помер в Лондоні 22 лютого 1662 року і був похований в церкві Гертінгфордбері. Він був одружений з Роуз (1596 – 1683) – дочкою Евеліна Діттонського з графства Суррей. Ця леді була кузиною Джона Евеліна, що лишив по собі щоденник. Там він пише, що леді Роуз була бадьорою, привабливою навіть у віці 86 років.
Томас Кейтлі молодший одружився з Френсіс – молодшою дочкою Едварда Гайда – І графа Кларендон та Френсіс Гайд – графині Кларендон та сестри першої дружини герцога Йорк. Але потім він з дружиною посварився і вони роз’їхались. Через 20 років він зустрів свою дружину в січні 1713 року в Сомерсет-Хаусі, в Лондоні. Така тривала сварка була спричинена (на думку їх родичів) поганим характером леді. Схоже в них були і конфлікти на релігійному ґрунті. У 1686 році вона жила в Глазлоу, де познайомилась з Чарльзом Леслі – релігійним філософом. Леслі написав їй твір, де виклав свої погляди щодо релігії в 1698 році.
Томас Кейтлі мав 7 синів, що померли молодими. Вони народились десь в 1678 – 1688 роках в Ірландії. Була ще дочка Кетрін, що потім одружилась з ірландським шляхтичем Луцієм О’Браєном. Дружина та дочка пережили Томаса Кейтлі.